# Epiecia externella
Epiecia externella är en fjärilsart som beskrevs av Walker 1866. Epiecia externella ingår i släktet Epiecia och familjen Crambidae. Inga underarter finns listade i Catalogue of Life.